# Krew niewinnych
Krew niewinnych (tytuł oryg. Cherry Falls) – film fabularny (hybryda horroru, thrillera i – w stopniu minimalistycznym, acz zauważalnym – czarnej komedii) produkcji amerykańskiej. Powstały w 2000 roku ironiczny slasher, opowiadający historię sennego miasteczka Cherry Falls, w którym nieoczekiwanie zaczyna dochodzić do morderstw popełnianych na dziewicach.

## Opis fabuły
W prowincjonalnym miasteczku Cherry Falls dochodzi do okrutnej zbrodni. Późnym wieczorem spędzająca romantyczne chwile w odludnym lesie para nastolatków, Stacy (Bre Blair) i Rod (Jesse Bradford), zostaje w brutalny sposób zamordowana. Następnego dnia miasto huczy od plotek. Na jaw wychodzi zdumiewający fakt, iż morderca uśmierca jedynie dziewice oraz prawiczków. Sprawą zajmuje się szeryf Brent Marken (Michael Biehn), który w rzeczywistości jest w nią w znaczny sposób zamieszany.
Po pewnym czasie nastoletnia córka szeryfa, Jody (Brittany Murphy), cudem unika śmierci z rąk tajemniczego zabójcy. To oprawca Stacy i Roda, który ponownie zaczyna polować na cnotliwą młodzież, i który – jak się okazuje – jest kobietą. Jody coraz bardziej wikła się w niecodzienną kwestię, chce bowiem rozwikłać, kto jest morderczynią, a także podjąć się próby racjonalnego wyjaśnienia, co nią kieruje.

## Obsada
- Brittany Murphy jako Jody Marken
- Jay Mohr jako Leonard Marliston
- Michael Biehn jako szeryf Brent Marken
- Gabriel Mann jako Kenny Ascott
- Candy Clark jako Marge Marken
- Amanda Anka jako delegatka Mina
- Joe Inscoe jako dyrektor Tom Sisler
- Clementine Ford jako Annette
- DJ Qualls jako Wally
- Kristen Miller jako Cindy
- Natalie Ramsey jako Sandy
- Douglas Spain jako Mark
- Michael Weston jako Ben
- Keram Malicki-Sánchez jako Timmy
- Bre Blair jako Stacy Twelfmann
- Jesse Bradford jako Rod Harper

## Realizacja i wydanie filmu
Film kręcono w stanie Wirginia w USA – w miasteczkach: Dinwiddie, Warrenton, Richmond oraz Petersburg. Krew niewinnych to pierwszy projekt australijskiego reżysera Geoffreya Wrighta zrealizowany i wyprodukowany w Stanach Zjednoczonych. To również pierwszy obraz w dorobku reżyserskim Wrighta, w którym twórca odchodzi od tematów nietolerancji na tle subkulturowym i problemów współczesnej młodzieży (wcześniej ukazanych między innymi w przebojowym dramacie Romper Stomper z 1992).
W maju 1999 roku projekt prezentowany był podczas Marché du Film – targów canneńskich we Francji. Oficjalna premiera filmu miała miejsce 29 lipca 2000 roku podczas München Fantasy Filmfest. W Stanach Zjednoczonych film minął się z premierą kinową, został wydany na rynku video i DVD. 25 sierpnia 2000 Krew niewinnych trafiła do dystrybucji w kinach Wielkiej Brytanii, a w ciągu kolejnych dwóch lat także w pozostałych rejonach świata. Projekt prezentowany był podczas festiwali filmowych w Kanadzie i krajach Europy.
4 września 2004 roku film, będąc emitowanym przez TVP1, miał swoją premierę telewizyjną w Polsce. Dwa lata później, 23 lipca 2006, obraz trafił na antenę stacji Ale Kino!, gdzie został stałym elementem ramówki na następnych kilka miesięcy.

### Festiwale filmowe
Film zaprezentowano podczas następujących festiwali filmowych:
- 2000: Niemcy – München Fantasy Filmfest
- 2000: Kanada – Toronto International Film Festival
- 2000: Hiszpania – Festival Internacional de Cinema Fantàstic de Catalunya
- 2001: Portugalia – Fantasporto Film Festival
- 2001: Belgia – Brussels International Festival of Fantasy Films
- 2001: Holandia – Amsterdam Fantastic Film Festival

## Opinie
Film spotkał się z różnymi opiniami krytyki. Zarzucano mu przede wszystkim fabularną wtórność, lecz prócz opinii krytycznych, zdarzały się również przychylne zdania. Film jest wszak oceniany jako jeden z lepszych slasherów powstałych w dobie fascynacji Krzykiem Wesa Cravena. Ponadto znalazł uznanie wśród fanów współczesnego horroru.
Film znalazł się na liście dziesięciu najlepszych slasherów w historii kina według portalu Prime Movies.